# Bucoides exotica
Bucoides exotica là một loài bọ cánh cứng trong họ Cerambycidae.